# Ilha Grande
Ilha Grande (deutsch Große Insel) ist eine 193 km² große Insel im Atlantik. Sie liegt unweit der Südküste des brasilianischen Bundesstaates Rio de Janeiro, zwischen der Baía de Sepetiba und der Baía da Ilha Grande. Verwaltungstechnisch gehört sie zu der auf dem Festland gelegenen Stadt Angra dos Reis im Westen des Bundesstaates, rund 160 km westlich von Rio de Janeiro.
Vom Stadtzentrum von Angra dos Reis und von Mangaratiba aus gibt es Fährverbindungen zum Hauptort der Insel Vila do Abraão. Die Überfahrt dauert jeweils ca. 75 Minuten für eine Strecke von rund 25 km.
Mit ihren 86 Stränden ist Ilha Grande eine der bekanntesten Inseln Brasiliens. Ihr 1971 geschaffener Nationalpark umfasste zunächst 5.594 ha, knapp die Hälfte (47 %) davon mit dichtem atlantischen Regenwald, der Mata Atlântica, bewachsen. Seit der Erweiterung 2007 beträgt die Gesamtfläche 12.072 ha, was 62,5 % der Gesamtfläche von Ilha Grande entspricht. Auf der Insel finden sich zahlreiche Vertreter seltener Tiere, wie z. B. Brüllaffen, Papageien, Wasserschildkröten, Schlangenarten und der noch relativ wenig erforschte Guyana-Delfin. Sie ist Teil des Tamoios-Naturschutzgebietes, das sich in den eigentlichen Staatspark, den Marine-Staatspark und das biologische Reservat Praia do Sul gliedert. Gewässer und Strände der Ilha Grande sind heute beliebte Ausflugs- und Urlaubsziele. Es gibt eine große Anzahl von Pousadas (Pensionen), die teilweise nur mit dem Boot erreichbar und oft sehr luxuriös eingerichtet sind. Vom Berg Pico do Papagaio („Papageienspitze“, 982 m) hat man einen Blick über die ganze Insel und bei guter Sicht bis hinüber zum Festland nach Mangaratiba.
Ilha Grande wurde 2019, unter anderem zusammen mit der Altstadt von Paraty, unter der Bezeichnung Paraty und Ilha Grande – Kultur und Biodiversität von der UNESCO zum Welterbe erklärt.

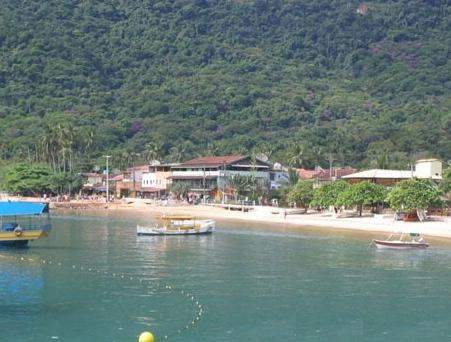
Einziger größerer Ort der Insel ist Vila do Abraão. Hier legen die Fähren vom Festland an und von hier aus starten die meisten Ausflugstouren per Boot in die Natur.

## Geschichte
Mitte des 16. Jahrhunderts verfasste der Landsknecht Hans Staden den ersten Reisebericht, in dem die Insel erwähnt wird. Im Dienste des portugiesischen Königshauses war er Kommandant einer kleinen Festung nördlich von São Vicente. Anfang 1554 wurde er von Indianern gefangen genommen. Auf einem Kriegszug mit den Tupinambá machte er Rast auf der Insel.
Nach über neun Monaten Gefangenschaft wurde er 1555 von einem französischen Kapitän befreit. Er kehrte nach Wolfhagen (Hessen) zurück und veröffentlichte 1557 in Marburg seine Chronik „Warhaftige Historia vnd beschreibung eyner Landtschafft der Wilden/Nacketen/Grimmigen Menschfresser Leuthen“ (Wahrhaftige Historie und Beschreibung einer Landschaft der wilden, nackten, grimmigen Menschenfresser-Leute). Die Aufzeichnungen Stadens sind die erste Beschreibung indianischen Brauchtums in Brasilien.
Große Süßwasserreserven, tropische Früchte, große Vorkommen des Brasilholzes, eines Edelholzes, aber vor allem die Nähe zur Hafenstadt Paraty, von wo aus brasilianisches Gold nach Europa verschifft wurde, machten Ilha Grande nach dem Besuch Stadens zu einem bevorzugten Zufluchtsort europäischer Piraten und Korsaren. Etwa 50 Schiffswracks zwischen Angra do Reis und Ilha Grande sind Zeugen der Schlachten, die sich im 16. und 17. Jahrhundert zwischen Piraten, Tamoios-Indianern und Portugiesen ereigneten.
Im 18. Jahrhundert wurde Ilha Grande zu einem Hauptumschlagplatz des Sklavenhandels. In einem der schwärzesten Kapitel der brasilianischen Geschichte landeten mehr als 200 Jahre lang an den Stränden von Palmas und Dois Rios Schiffe mit Männern, Frauen und Kindern aus Afrika, bestimmt für die schwere Arbeit auf den Zuckerrohrplantagen und Fazendas (Bauernhöfe) von Rio de Janeiro.
Um nach der Abschaffung der Sklaverei 1888 den wachsenden Arbeitskräftebedarf decken zu können, öffnete Brasilien seine Tore für – vorwiegend europäische und asiatische – Einwanderer. Da einige dieser Länder zu dieser Zeit von Choleraepidemien betroffen waren, ließ Dom Pedro II. auf Ilha Grande ein Quarantäne-Lazarett errichten, in dem sich die Immigranten eine Zeit lang aufhalten mussten, bis sie offiziell nach Brasilien einreisen durften. Die Ruinen des Lazarettes sind heute von tropischem Regenwald überwachsen, aber immer noch vorhanden.
Später wurde die Insel zu einer geschlossenen Kolonie für Leprakranke (Hansen-Krankheit oder Hanseníase (port.)) erklärt und es wurde das Gefängnis Colônia Penal Cândido Mendes gebaut.
Der Ort wurde ausgesucht, weil eine Flucht von der Insel damals als aussichtslos angesehen wurde, da das Festland ca. 25 km entfernt liegt. Ab 1903 wurden dort zunächst bis zu 1.000 Schwerverbrecher inhaftiert, danach während des Estado Novo und später während der Militärdiktatur ab 1964 neben Strafgefangenen hauptsächlich politische Gefangene. Im Jahr 1993 beschloss die Regierung des Bundesstaates Rio de Janeiro das Gefängnis zu schließen, 1994 wurde der Gebäudekomplex von dem damaligen Gouverneur Leonel Brizola gesprengt. In den Gebäuden befindet sich heute das Museum Museu do Cárcere.
Danach erhielt die Universidade do Estado do Rio de Janeiro das Recht, ein Zentrum für Umweltstudien und Nachhaltige Entwicklung (Centro de Estudos Ambientais e Desenvolvimento Sustentável (CEADS)) zu errichten, welches 1998 eingeweiht wurde.
Am 1. Januar 2010 kam es zu einem verhängnisvollen Erdrutsch an der Praia do Bananal. Mehrere Gebäude der dort gelegenen Pousada Sankay wurden dabei zerstört, 26 Menschen ließen ihr Leben.

## Abbildungen

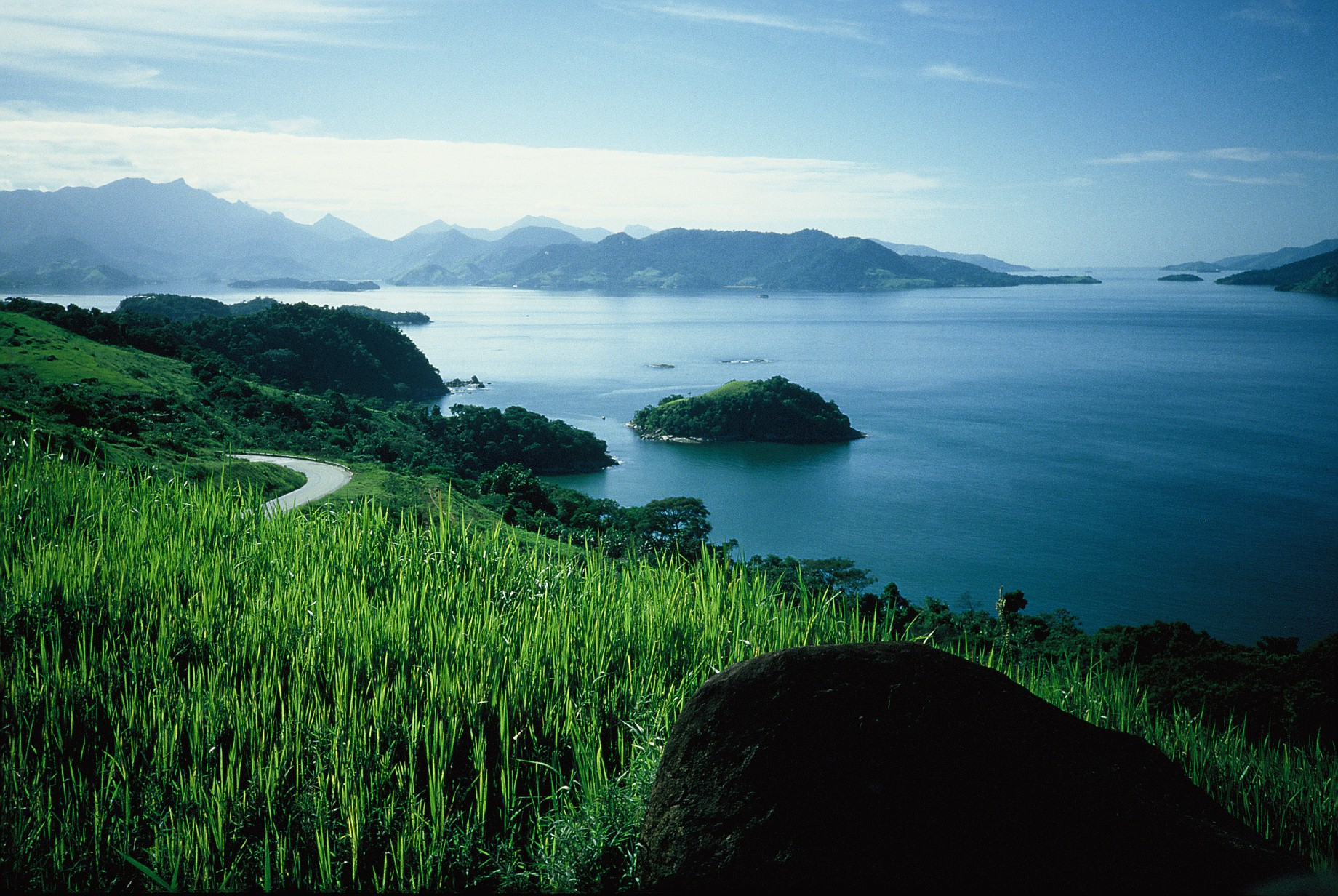
Blick auf die Ilha Grande vom Festland
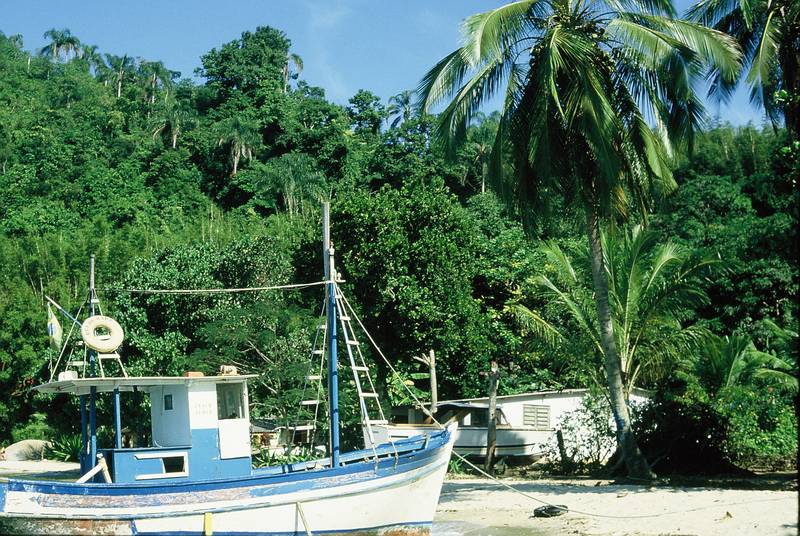
Fischersiedlung im Naturpark der Ilha Grande
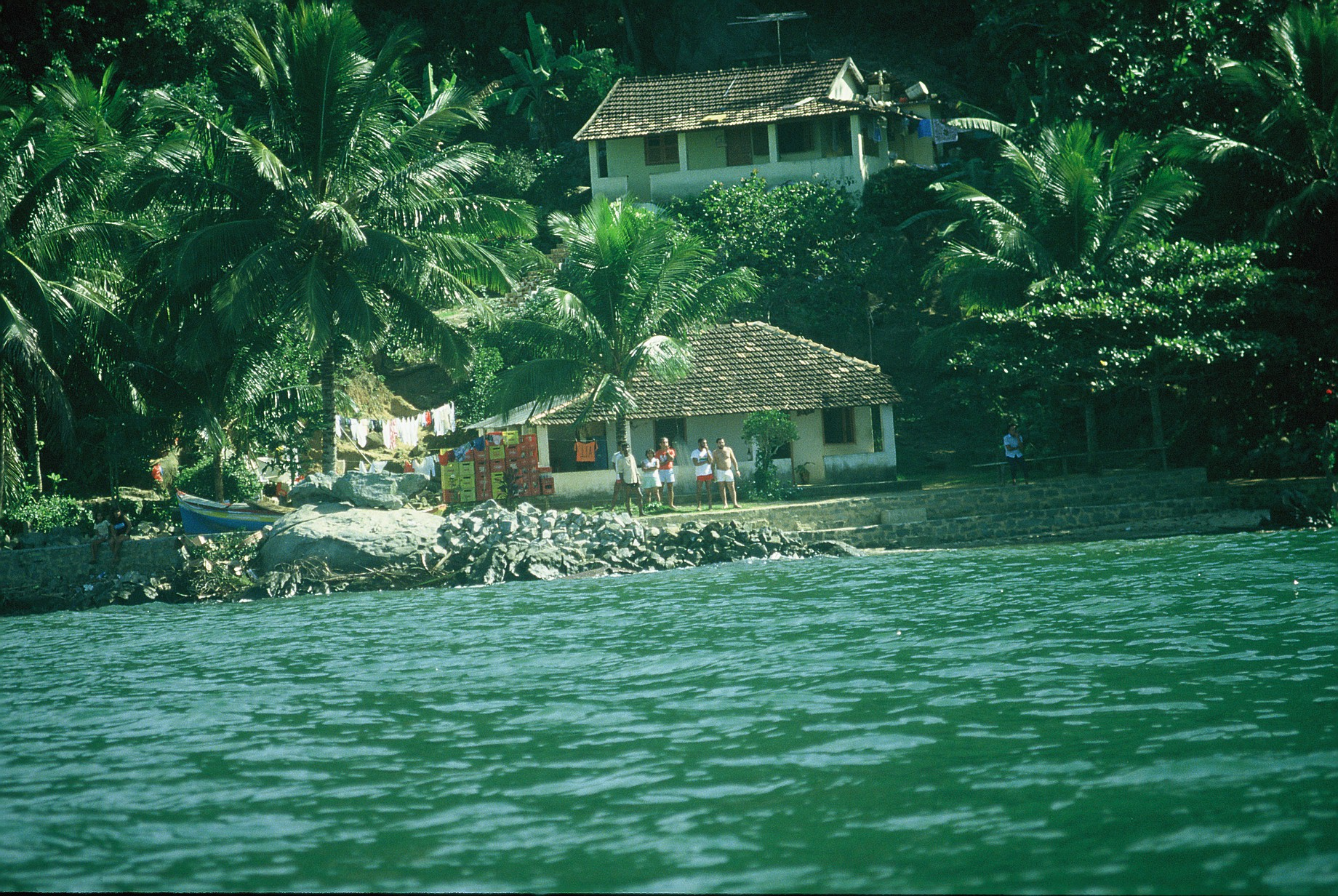
Fischerfamilie am Strand der Ilha Grande
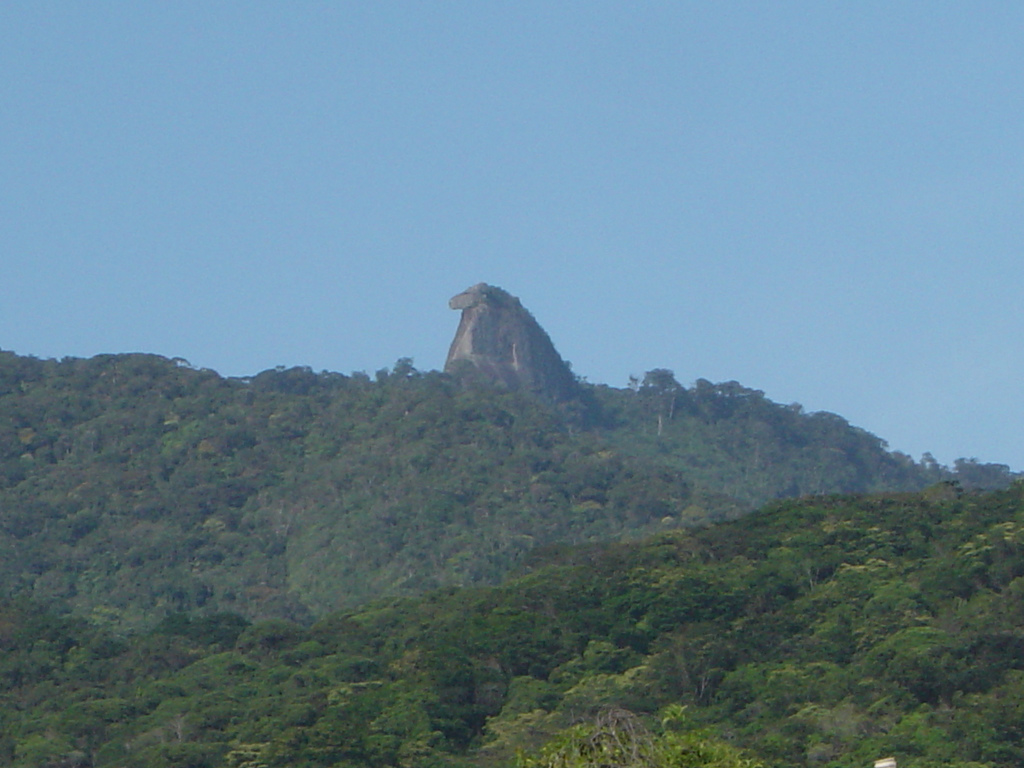
Pico do Papagaio

## Hauptstrände
Im Uhrzeigersinn von Vila do Abraão aus:

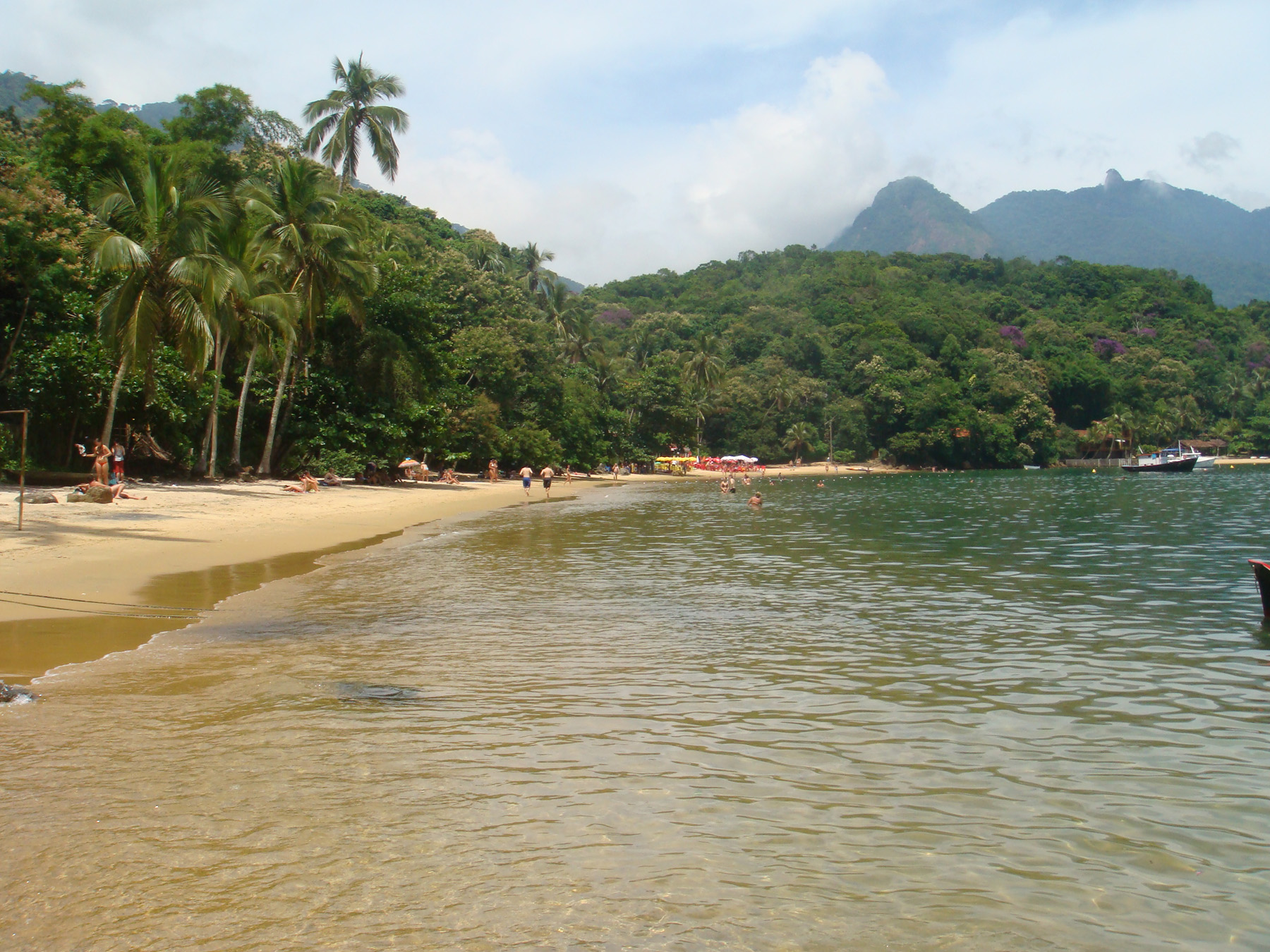
Strand von Abraãozinho

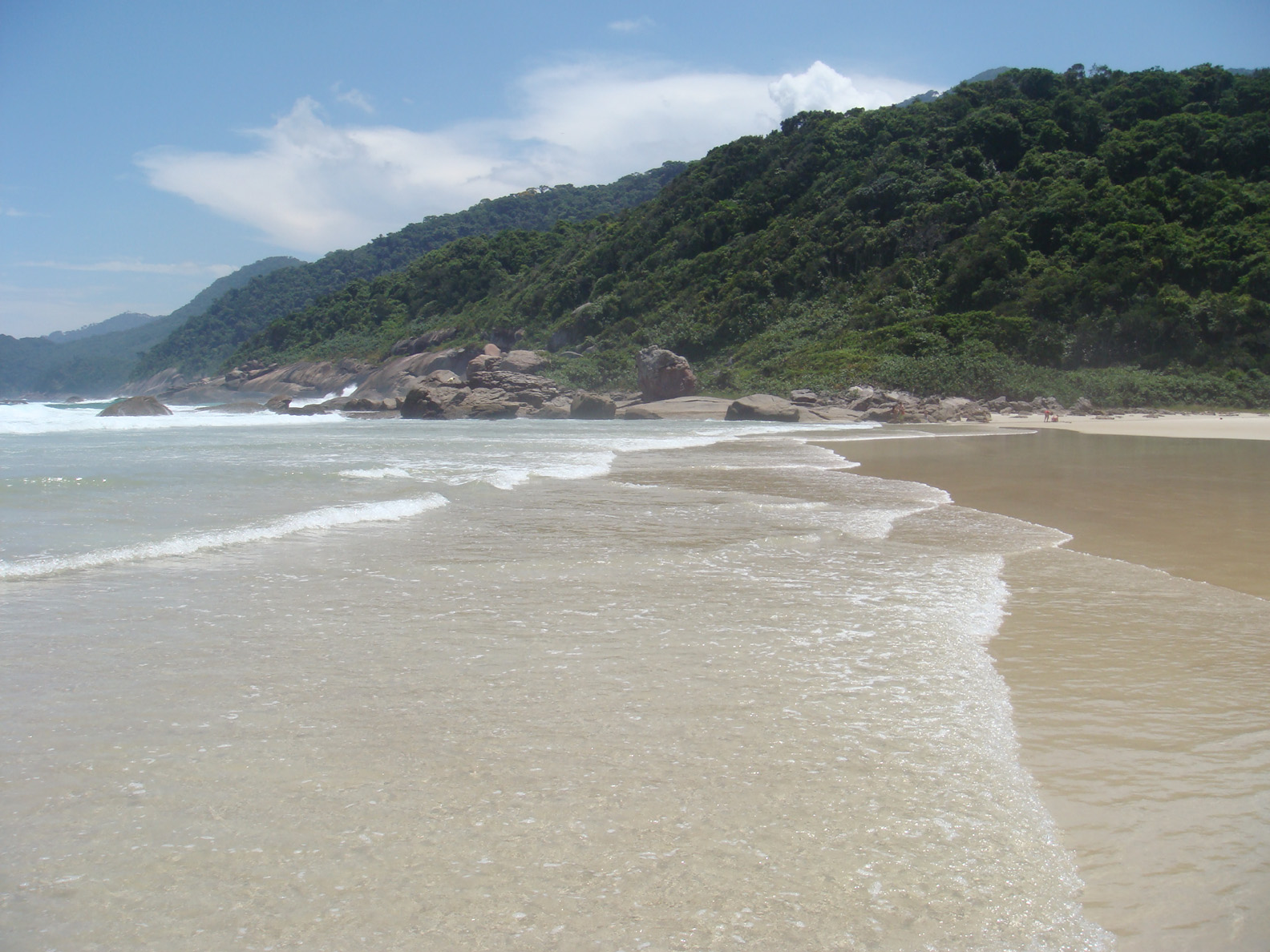
Strand von Lopes Mendes

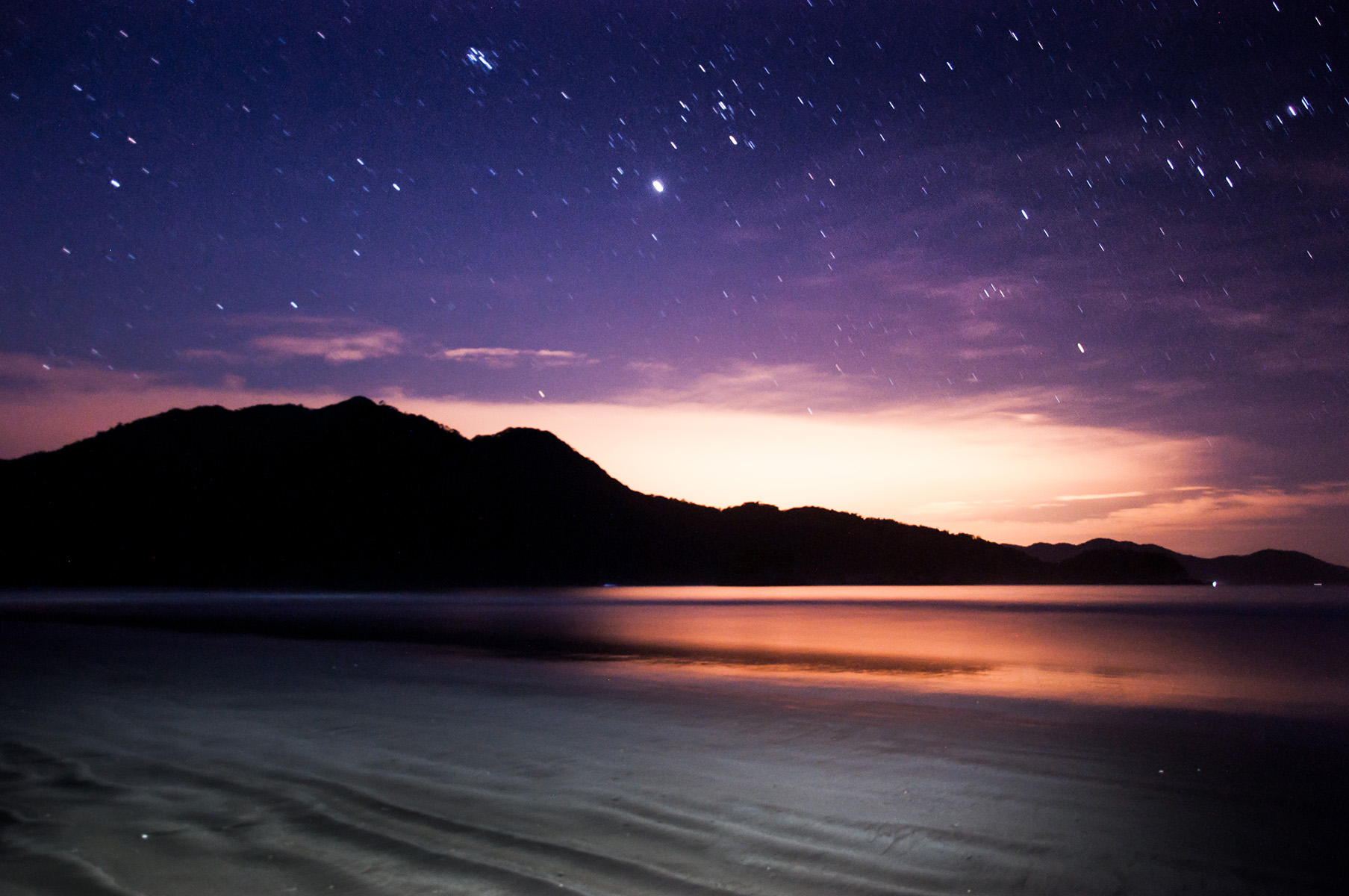
Strand von Dois Rios

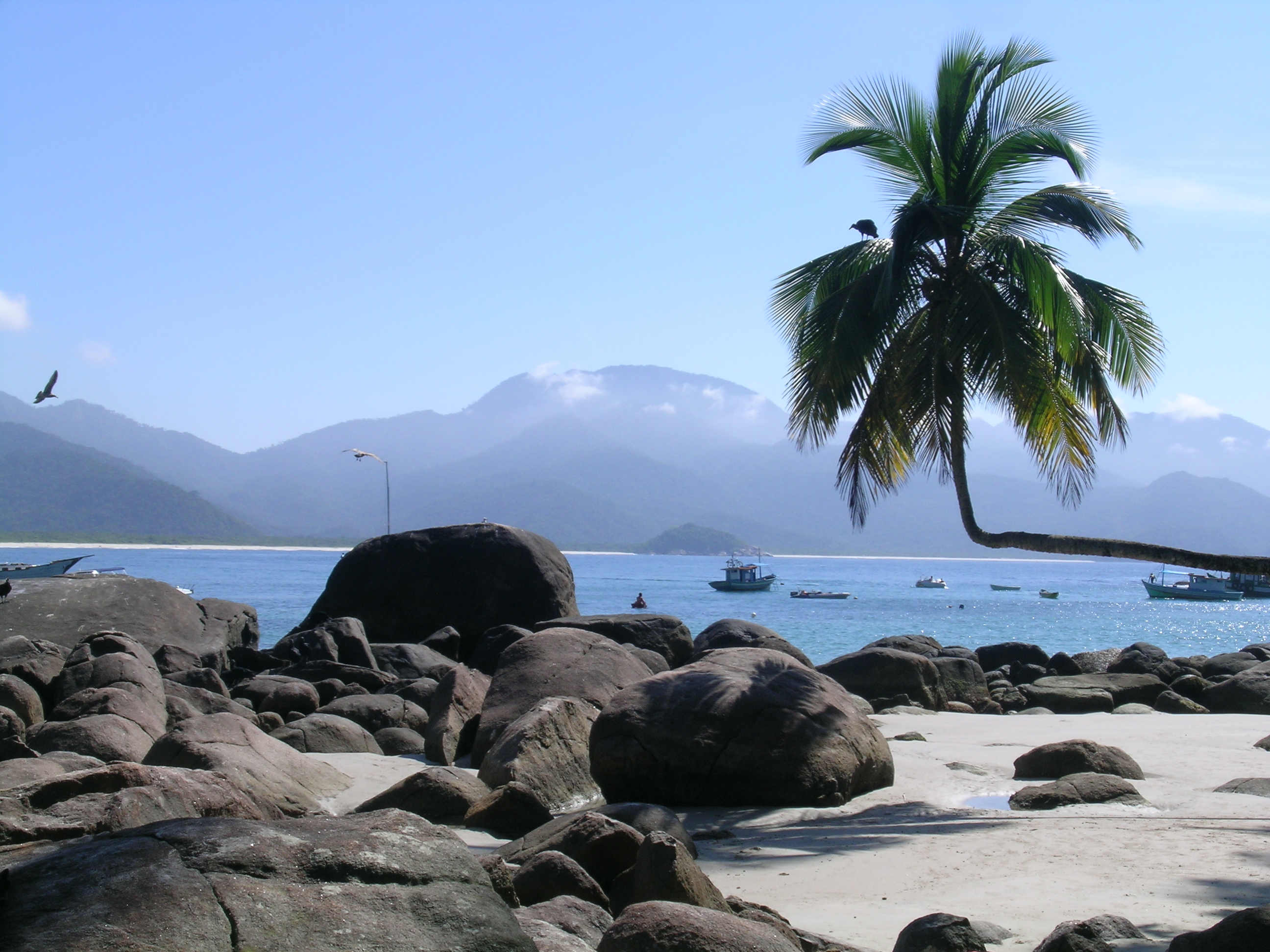
Strand Aventureiro

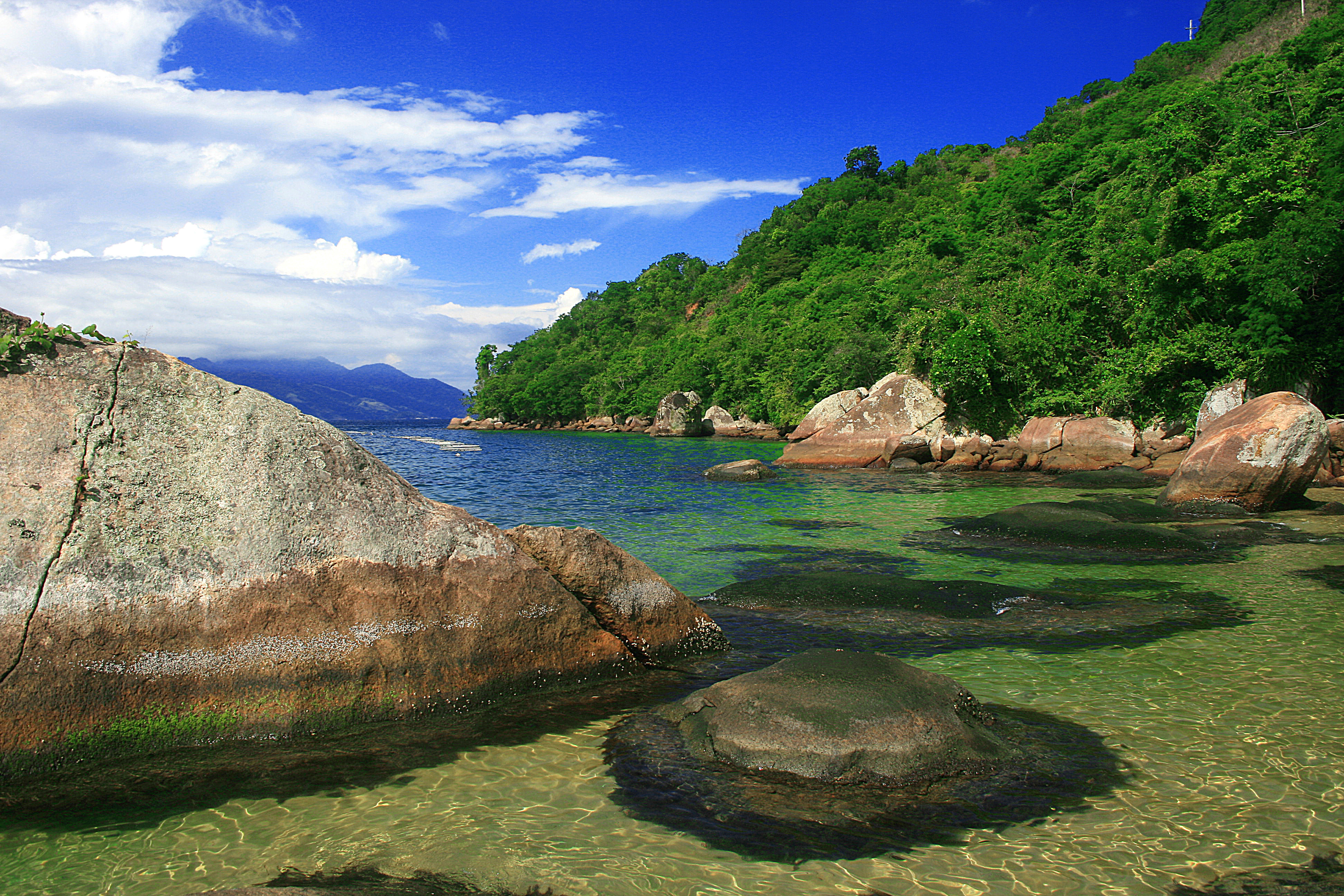
Strand Feiticeira

- Abraão
- Palmas
- Pouso

- Lopes Mendes (Strand)

- Dois Rios
- Parnaioca
- Sul
- Leste

- Aventureiro
- Provetá
- Praia Vermelha
- Araçatiba
- Longa
- Ubatubinha
- Bananal
- Freguesia de Santana
- Japariz
- Enseada das Estrelas

- Feiticeira
- Preta